# Jonas Portin
Jonas Lennart Portin (ur. 30 września 1986 w Jakobstadzie) – fiński piłkarz, grający na pozycji obrońcy.
Obecnie reprezentuje włoski zespół występujący w Serie B, Calcio Padovę. Seniorski debiut zaliczył w 2005 roku w barwach FF Jaro. W 2009 roku przeszedł do włoskiego Ascoli. Reprezentował Finlandię na szczeblu U-21. Jego starszy brat Jens również jest piłkarzem.
W sierpniu 2012 roku po wykryciu u niego problemów z sercem, został zmuszony do zakończenia kariery.